# Introdução aos Choros

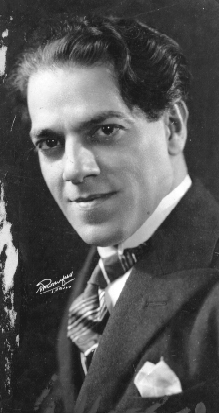
Heitor Villa-Lobos

Introdução aos Choros: Abertura, é uma composição para guitarra e orquestra do compositor Brasileiro Heitor Villa-Lobos, composta em 1929 como uma abertura para preceder uma performance completa  da sua série de quatorze Choros (Villa-Lobos). Uma apresentação  apenas da Introdução dura cerca de treze minutos.

## História
De acordo com Villa-Lobos, uma apresentação completa de sua série de Choros deve ser precedida pela Introdução aos Choros , e deve ser concluida pelo  dueto de violino e violoncelo chamado de Choros bis, como uma espécie de encore. De acordo com o relato oficial, a Introdução aos Choros foi composta no Rio de Janeiro e Paris, em 1929 (Villa-Lobos, sua obra 2009, 27).

## Instrumentação
O trabalho foi concebido para violão solo (amplificado) e uma orquestra composta de 2 flautins, 2 flautas, 2 oboés, corne, 2 clarinetes, clarinete baixo, saxofone alto, 2 fagotes, contrafagote, 4 trompas, 4 trompetes, 4 trombones, tuba, timbales, tam-tam, címbalos, xilofone, celesta, 2 harpas, pianos e strings.

## Análise
O trabalho tem a forma e a função de uma   abertura sinfônica tradicional, antecipando os temas e outros aspectos da música que vai se  seguir. Os principais temas são extraídos dos Choros números 3, 6, 7, 8, 9, 10, 12, 13, e 14. A obra termina com um solo de guitarra, contra um pano de fundo macio e suave, a reprodução de uma livre cadencia que se prepara para a seguinte entrada de Choros Nº 1, que é como "a essência, o embrião, o modelo psicológico que será desenvolvido tecnicamente na concepção de todos os Choros" (Villa-Lobos 1972, 210).